# Joyce Fitch
Joyce Fitch Rymer, avstralska tenisačica, * 3. april 1922, Viktorija, Avstralija.
V posamični konkurenci je največji uspeh dosegla leta 1946, ko se je uvrstila v finale turnirja za Prvenstvo Avstralije, kjer jo je v dveh nizih premagala Nancye Wynne Bolton. Na turnirjih za Prvenstvo Anglije se je najdlje uvrstila v četrti krog leta 1949. V konkurenci ženskih dvojic je z Mary Hawton leta 1946 osvojila turnir za Prvenstvo Avstralije, leta 1947 pa se uvrstila v finale. V konkurenci mešanih dvojic se je štirikrat uvrstila v finale turnirja za Prvenstvo Avstralije, trikrat skupaj z Johnom Bromwichem in enkrat z Ericom Sturgessom.

## Finali Grand Slamov

### Posamično (1)

#### Porazi (1)
| Leto | Turnir               | Nasprotnica v finalu | Rezultat finala |
| 1946 | Prvenstvo Avstralije | Nancye Wynne Bolton  | 4–6, 4–6        |

### Ženske dvojice (2)

#### Zmage (1)
| Leto | Turnir               | Partnerica  | Nasprotnici v finalu                  | Rezultat finala |
| 1946 | Prvenstvo Avstralije | Mary Hawton | Nancye Wynne Bolton Thelma Coyne Long | 9–7, 6–4        |

#### Porazi (1)
| Leto | Turnir               | Partnerica  | Nasprotnici v finalu                  | Rezultat finala |
| 1947 | Prvenstvo Avstralije | Mary Hawton | Nancye Wynne Bolton Thelma Coyne Long | 3–6, 3–6        |

### Mešane dvojice (4)

#### Porazi (4)
| Leto | Turnir                   | Partner       | Nasprotnika v finalu           | Rezultat finala |
| 1946 | Prvenstvo Avstralije     | John Bromwich | Nancye Wynne Bolton Colin Long | 0–6, 4–6        |
| 1947 | Prvenstvo Avstralije (2) | John Bromwich | Nancye Wynne Bolton Colin Long | 3–6, 3–6        |
| 1949 | Prvenstvo Avstralije (3) | John Bromwich | Doris Hart Frank Sedgman       | 1–6, 7–5, 10–12 |
| 1950 | Prvenstvo Avstralije (4) | Eric Sturgess | Doris Hart Frank Sedgman       | 6–8, 4–6        |